# 石井義太郎
石井 義太郎（いしい よしたろう / ぎたろう、1866年9月5日（慶応2年7月27日） - 1927年（昭和2年）2月16日）は、日本の海軍軍人。最終階級は海軍少将。

## 来歴
佐賀城下水ヶ江にて、士族石井忠方の子として生まれた。生家は佐賀藩主鍋島氏の藩祖以来の外戚家門で、祖父石井忠彬は、藩の重職にあった。
明治19年（1886年）12月、海軍兵学校（12期）を卒業。兵学校時代の同期生には、同じ佐賀県出身の江頭安太郎らがいた。1888年（明治21年）1月、海軍少尉に任官。
明治25年（1892年）12月、海軍大尉に昇進し「筑波」航海長に就任。以後、「千代田」「扶桑」「吉野」「金剛｣の各航海長を歴任。明治31年（1898年）2月、海軍少佐に昇進した。同年12月、「平遠」副長となり、その後、「宮古」副長、海兵監事兼「筑波」副長を経て、明治33年（1900年）9月、海軍中佐に進級し佐世保海兵団副長に就任。
明治34年（1901年）2月、「常磐」航海長に転じ、以後、「朝日」航海長、「出雲」副長を歴任。明治38年（1905年）1月、海軍大佐を拝命し横須賀鎮守府付兼横須賀海軍工廠艤装委員に着任。同年4月、「韓崎丸」艦長に就任。以後、海防艦「沖島」、巡洋艦「阿蘇」の各艦長を歴任し、練習艦隊の1艦として渡米した。
明治42年（1909年）10月、横須賀鎮守府付となり、1910年（明治43年）4月、横須賀工廠検査官に転じた。翌年1月には巡洋戦艦「鞍馬」艦長兼横須賀工廠艤装委員に就任。在任中に遣英艦隊の1艦として渡英している。明治44年（1911年）12月、海軍少将に進み海軍教育本部第1部長に着任。大正元年（1912年）12月に待命となり、大正2年（1913年）5月、予備役に編入され、大正11年（1922年）7月、後備役となった。

## 栄典
位階
- 1891年（明治24年）1月29日 - 正八位[2]
- 1893年（明治26年）1月31日 - 従七位[3]
- 1895年（明治28年）11月26日 - 正七位[4]
- 1898年（明治31年）4月16日 - 従六位[5]
- 1900年（明治33年）12月6日 - 正六位[6]
- 1905年（明治38年）2月14日 - 従五位[7]
- 1910年（明治43年）3月22日 - 正五位[8]
- 1913年（大正2年）8月11日 - 従四位[9]

勲章等
- 1895年（明治28年）11月18日 - 勲六等瑞宝章・功五級金鵄勲章[10]・明治二十七八年従軍記章[11]
- 1900年（明治33年）5月31日 - 勲五等瑞宝章[12]
- 1902年（明治35年）5月10日 - 明治三十三年従軍記章[13]
- 1904年（明治37年）5月27日 - 勲四等瑞宝章[14]
- 1906年（明治39年）4月1日 - 功四級金鵄勲章・勲三等旭日中綬章・明治三十七八年従軍記章[15]

外国勲章佩用允許
- 1909年（明治42年）2月25日 - 大韓帝国：勲二等八卦章[16]

## 親族
- おば：中牟田梅子 中牟田倉之助（海軍中将・子爵）の妻。
- おじ：石井弥六（父忠方の弟、東京市深川区・本所区・四谷区の各区長）